# Штайн (Пробстай)
Штайн (нем. Stein) — община в Германии, в земле Шлезвиг-Гольштейн.
Входит в состав района Плён. Подчиняется управлению Пробстай. Население составляет 808 человек (на 31 декабря 2010 года). Занимает площадь 3,83 км².